# Вілла-д'Альме
Вілла-д'Альме́ (італ. Villa d'Almè) — муніципалітет в Італії, у регіоні Ломбардія, провінція Бергамо.
Вілла-д'Альме́ розташована на відстані близько 490 км на північний захід від Рима, 50 км на північний схід від Мілана, 8 км на північний захід від Бергамо.
Населення — 6752 особи (2014).
Щорічний фестиваль відбувається 15 лютого. Покровитель — Santi Faustino e Giovita.

## Демографія
Населення за роками:

Станом на 1 січня 2023 року в муніципалітеті офіційно проживали 272 іноземці з 41 країни, серед них 47 громадян країн Євросоюзу та 27 громадян України.

## Сусідні муніципалітети
- Альме
- Альменно-Сан-Сальваторе
- Седрина
- Соризоле
- Уб'яле-Кланеццо